# بهاد ۴

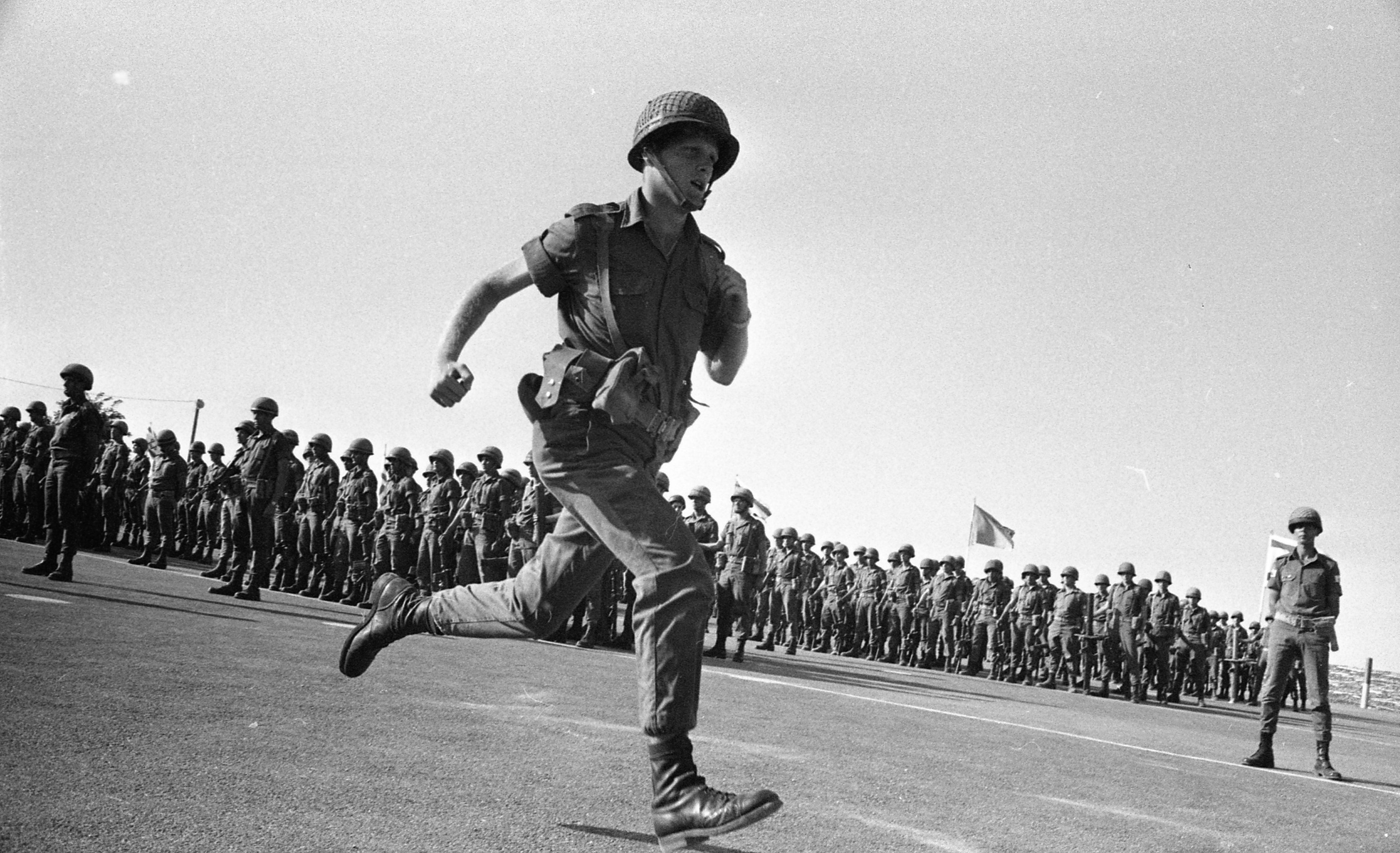
پایان تمرین مقدماتی ارتش اسرائیل در بهاد ۴، ۱۹۶۹

بهاد ۴ (عبری: בה"ד 4‎) که معمولاً با نام باتار زکیم (בט"ר זיקים، به معنای پایگاه آموزشی زیکیم، شناخته می‌شود) یک پایگاه آموزشی متعلق به نیروهای دفاعی اسرائیل است.
زیکیم در ۸ کیلومتری جنوب اشکلون واقع شده‌است. این نام از کیبوتص نزدیک زیکیم گرفته شده‌است.
اکثر سربازان جدید در زیکیم آموزش استخدام تفنگدار ۰۲ را می‌گذرانند که تماماً جایگزین سطح قدیمی ۰۰ شده‌است و معمولاً برای سربازان زن غیر رزمی در نظر گرفته شده بود.

## تاریخچه
بهاد ۴ در سال ۱۹۴۹ به عنوان پایگاه اصلی آموزشی رزمی ارتش اسراییل برای انواع سربازگیری (جنگی و غیر رزمی) تأسیس شد. این پایگاه در اصل در تزرفین قرار داشت، اما پس از جنگ شش‌روزه به پایگاه بت ال در کرانه باختری تازه تصرف شده منتقل شد. پس از توافق موقت کرانه باختری و نوار غزه که در سال ۱۹۹۵ امضا شد، این پایگاه به زیکیم منتقل شد.

### آتش قسام، تخلیه و بازگشت
بهاد ۴ یکی از معدود پایگاه‌های نظامی اسرائیل است که در معرض خطر شلیک موشک‌های کوتاه برد قسام از نوار غزه قرار دارد و رگبارهای متعددی را متحمل شده‌است. در ۱۱ سپتامبر ۲۰۰۷، یک موشک قسام به چادر خالی اصابت کرد و باعث زخمی شدن سربازان چادرهای همسایه شد. چهار سرباز به شدت مجروح شدند و ۶۴ نفر دیگر به دلیل جراحات متوسط تا خفیف و شوک تحت درمان قرار گرفتند. یکی از سربازان، آوی دورفمن، به شدت آسیب دیدگی مغزی داشت و بهبودی معجزه آسای او در اخبار اسرائیل پوشش داده شد. به دنبال این حادثه، فشارهایی از سوی والدین بر ارتش اسرائیل وارد شد تا آموزش نیروهای استخدام شده در پایگاه را متوقف کنند.
در ۱۹ نوامبر ۲۰۰۸، زیکیم به عنوان بخشی از طرحی که توسط معاون رئیس ستاد دن هارل برای حذف پایگاه‌های آموزشی استخدام عمومی ارائه شد، تخلیه شد. به دنبال عملیات سرب گداخته، حملات قسام به میزان قابل توجهی کاهش یافت و بازگشت سربازان به زیکیم به یک گزینه مناسب تبدیل شد. در اواخر سال ۲۰۰۹، پس از کمبود شدید فضا در سایر پایگاه‌های آموزشی پایه، چندین شرکت در زیکیم مستقر شدند و انتظار می‌رود که تعداد بیشتری در سال‌های ۲۰۰۹ تا ۲۰۱۰ بازسازی شوند.